# Bandudato
Bandudato (Bandudatu) ist ein osttimoresischer Suco im Verwaltungsamt Aileu Vila (Gemeinde Aileu).

## Geographie
Der Suco Bandudato liegt im Südosten des Verwaltungsamts Aileu. Im Norden liegt der Suco Fahiria, im Nordosten der Suco Lausi, im Südosten der Suco Lequitura, im Südwesten der Suco Lahae und im Nordwesten der Suco Liurai und eine Exklave des Sucos Lausi. Durch den Süden fließt der Daisoli, ein Nebenfluss des Nördlichen Lacló. Bandudato hat eine Fläche von 14,17 km².
Der Suco teilt sich auf in die drei Aldeias Dailor, Raelete und Taiblor.
Westlich und südlich von Bandudato verläuft die Überlandstraße von Aileu nach Maubisse, die an einigen Punkten die Grenze zum Suco bildet und auch kurz überquert. Im Norden liegen die Ortschaften Dailor und  Raelete (Railete), im Zentrum das Dorf Bibteron und im Süden an der Überlandstraße die Dörfer Elkotu, Erluly-Daisoli und Taiblor (Taeblor, Teblor). In Taiblor befindet sich die einzige Grundschule im Suco.

## Einwohner
Im Suco leben 632 Einwohner (2022), davon sind 326 Männer und 306 Frauen. Im Suco gibt es 143 Haushalte.  Mehr als 85 % der Einwohner geben Tetum Prasa als ihre Muttersprache an. Der Rest spricht Mambai.

## Geschichte
Dailor war eines der vielen traditionellen Reiche Timors, die von einem Liurai regiert wurden. Es erscheint auf einer Liste von Afonso de Castro, einem ehemaligen Gouverneur von Portugiesisch-Timor, der im Jahre 1868 47 Reiche aufführte. 
Bereits im 18. Jahrhundert war Dailor ein Verbündeter Portugals. Im Januar 1894 schloss es mit Portugal einen schriftlichen Vertrag über seinen Vasallenstatus gegenüber der Kolonialmacht.

## Politik
Bei den Wahlen von 2004/2005 wurde Domingos Araújo zum Chefe de Suco gewählt. Bei den Wahlen 2009 gewann Mario Viera da Costa, 2016 Silveiro Amaral und 2023 Antonio Soares Martins.